# آلان دافيسون
آلان دافيسون، (Alan Davison). زمالة الجمعية الملكية، (24 مارس 1936 - نوفمبر 14 ، 2015) كان كيميائي غير عضوي بريطاني معروف بعمله على المعادن الانتقالية، وأستاذ في معهد ماساتشوستس للتكنولوجيا.